# Andra ståndet

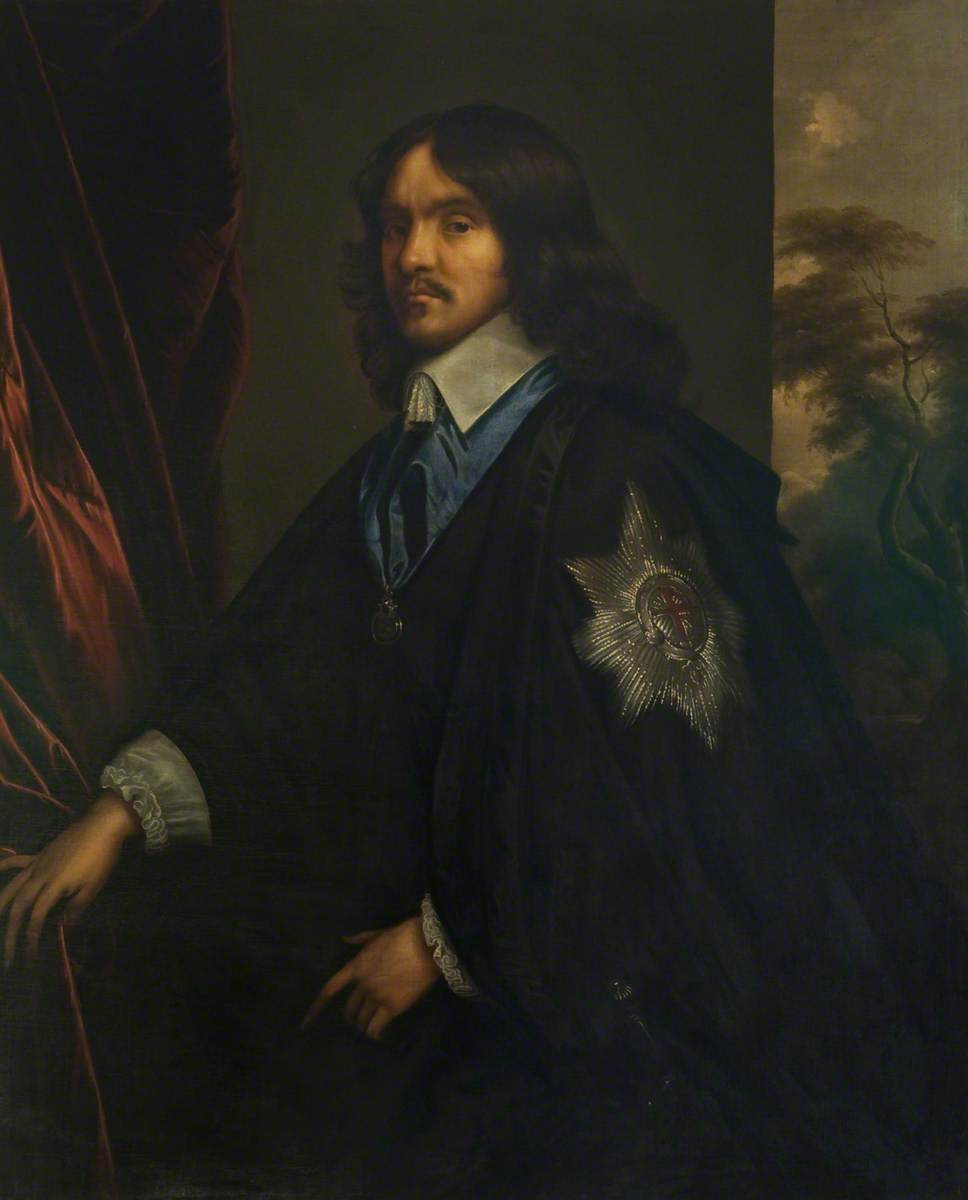
William Hamilton, 2:e hertig av Hamilton (1616-1651), skotsk statssekreterare och företrädare för det andra ståndet i Skottlands parlament.

Det andra ståndet var den grupp inom ståndsväsendet i europeisk historia som representerade adeln. I svensk historia motsvaras detta av adelsståndet.

## Historik
Ståndsväsendet i sig utgjorde ett system för att bereda inflytelserika grupper att vid sidan av kungliga intressen ändå få en del i statens maktutövning. Endast de grupper som lyckades göra sig gällande i maktspelet kunde därför räkna med att få en egen plats bland ständerna. Indelningen om vilka personer som räknades i de olika ständerna och även antalet ständer skiljer sig åt mellan olika länder och även över tid. Normen i det kontinentala Europa är dock tre grupper som lyckas göra sig gällande: präster och adel vilka utgör det första och andra ståndet, samt en tredje grupp med övriga ofrälse som utgör det tredje ståndet.

### Världsligt frälse i Skottland och England
I Skottlands parlament utgjordes det andra ståndet av de skotska pärerna, men man utgjorde dock inte någon egen kammare som röstade för sig utan man sammanträdde med det första och tredje ståndet som ett enkammarparlament. Englands parlament började redan på 1300-talet att utvecklas mot ett tvåkammarsystem där grupper som traditionellt brukar kunna jämföras med låg- och högadel delades mellan de olika kamrarna. Det andliga frälset och det högre världsliga frälset samlades i det som senare blev överhuset, medan det lägre frälset så som riddare (knight) samlades tillsammans med borgare i underhuset. Det var dock inte förrän i samband med reformationen under Henrik VIII på 1500-talet som det världsliga frälset fick majoriteten i överhuset då de tidigare katolska abbotarna försvann i och med att klostren stängdes. Vid bildandet av Storbritannien 1707 ledde överenskommelsen till att det skotska andra ståndet inför varje parlament skulle sammanträda och välja sexton representanter som skulle företräda dem som pärer i överhuset, först i Storbritanniens parlament och därefter Förenade kungarikets parlament.

### Andra ståndet i Frankrike
I Frankrikes generalständer utgjorde det andra ståndet en egen kammare som röstade för sig skilt från de första och tredje ständerna. Generalständerna sammanträdde dock mycket sällan och sista gången de inkallades 1789 hade de inte varit samlade sedan 1614. Det tredje ståndet marscherade dock ut och bildade en separat nationalförsamling och i och med detta togs de första stegen mot den franska revolutionen.

### Adelsståndet i Sverige och Finland
Sverige skiljer sig i flera avseende mot utvecklingen i övriga Europa, främst genom att de självägande bönderna utgjorde ett eget stånd vilket var unikt. Sverige, och historiskt även Finland, hade således ett system med fyra istället för tre ständer, även om bondeståndet ibland sattes på undantag och hölls utanför vissa beslut. I presendensordningen för den svenska ståndsriksdagen räknades dock adelsståndet före de andra ofrälse stånden prästeståndet, borgarståndet och bondeståndet. Exempelvis var Lantmarskalken inte bara adelsståndets talman, utan även hela riksdagens talman. Det andra ståndet motsvarar dock det svenska adelsståndet även om rangordningen var en annan här.
Efter Freden i Fredrikshamn 1809 när Finland utgjorde ett ryskt storfurstendöme fortsatte den finländska befolkningen vara representerad enligt samma modell som i den svenska ståndsriksdagen men nu i Finlands lantdag istället, med de finländska adels-, präste-, borgar- och bondestånden.